# Bobby Hendricks
Bobby Hendricks (Columbus, 22 febbraio 1938 – Lancaster, 25 marzo 2022) è stato un cantante statunitense. Hendricks era un membro dei The Swallows, The Flyers ed era la voce principale nel gruppo The Drifters prima di intraprendere una carriera solista di successo.
Il suo singolo "Itchy Twitchy Feeling", che fu cantato anche dalla sua ex band poco dopo aver iniziato aver avuto successo nelle radio, entrò nelle classifiche statunitensi, raggiungendo il 5º posto nella classifica dei Black Singles e il 25° nella classifica Hot 100 di Billboard del 1958. L'unico altro singolo di Hendricks ad entrare in classifica, "Psycho", era una canzone che rappresentava uno psichiatra che parlava con un paziente. Psycho raggiunse il 73º posto nella classifica di Billboard Hot 100 nel 1960.  Il disc-jockey di New York Dr. Jive (Tommy Smalls) era la voce dello psichiatra su "Psycho".
Dal 1961, fino al 2008, Bobby Hendricks ha lavorato come cantante principale degli Original Drifters di Bill Pinkney ed è apparso con loro su PBS nelle trasmissioni televisive Doo Wop 51 e Doo Wop Love Songs, cantando "Stand By Me" con Bill Pinkney, Charlie Thomas e Ben E. King.

## Discografia
45 giri
- Itchy Twitchie Feeling/A Thousand Dreams - Sue Records, 1958
- Dreamy Eyes/Molly Be Good - Sue Records, 1958
- Cast Your Vote/It's Misery - Sue Records, 1959
- I'm A Big Boy Now/Good Things Will Come - Sue Records, 1959
- Little John Green/Sincerely, Your Lover - Sue Records, 1959
- City Of Angels/If I Just Had Your Love - Sue Records, 1960
- Busy Flirtin'/I Want That - Sue Records, 1960
- Psycho/Too Good To Be True - Sue Records, 1960
- That's All I Got From You/I Got A Feeling - Alta Records, 1962 (con Jimmy Velvit)
- My Picture/ You Drive Buddy - Patience Records. 1962 (registrata con i The Sprites)
- Let's Get It Over/Love In My Heart - Cub Records, 1963
- I Watched You Slowly Slip Away / Let's Get It On - Stardust Records (anno sconosciuto)
- I'm Coming Home/Every Other Night - Mercury Records (anno sconosciuto)
- Let's Get It Over/Love In My Heart - MGM Records, 1963

Album
- Bobby Hendricks-Itchie Twitchie Feeling -  Collectables Records, 1996

Compilation (artisti vari)
(Album che includono almeno una traccia di Bobby Hendricks)
- Les Années 60 - Le Musée De S.L.C. (Volume 2) (2xLP)- United Artists Records (Itchy Twitchy Feeling)
- The Rock 'N' Roll Era - The '50s: Rave On (2xLP, RM) - Time-Life Music, 1989 (Itchy Twitchy Feeling)
- The Golden Age Of American Rock 'N' Roll: Special Novelty Edition - Ace Records UK, 2003 (Psycho)
- Very Best Of The Drifters - Rhino Records, 1993 (Drip Drop)
- Best Of Sue Records -  Collectables Records, 1994 (Itchy Twitchy Feeling) and (A Thousand Dreams)
- The Sue Records Story' [4-CD box set] - EMI UK, 1994 (Itchie Twitchie Feeling) +
- Blowing The Fuse - 31 R&B Classics That Rocked The Jukebox In 1958 -Bear Family Records, 2006 (Itchy Twitchy Feeling)
- Golden Age Of American Rock 'N Roll - Ace Records UK, 2003 (Psycho)
- The Golden Age of American Rock 'N' Roll Vol. 6  -  Ace Records UK, 1997 (Psycho)